# František Hieke
František Hieke (krycí jméno Stoj, přesněji Petar Stoj) (3. července 1893, Roudnice nad Labem - 17. února 1984, Mladá Boleslav) byl československý důstojník, zpravodajec, příslušník Obrany národa a zahraničního protinacistického odboje. Dále působil jako vojenský atašé v Teheránu a velitel vojenské mise v Jugoslávii. Po únorovém převratu byl vězněn komunistickým režimem.

## Mládí
Po absolvování obecné školy studoval na německé průmyslové škole, odkud přešel na českou průmyslovou školu v Plzni, kterou v roce 1913 ukončil maturitou. 25. srpna nastoupil základní vojenskou službu v Terezíně u c. k. 42. pěšího pluku. Po převelení do Jičína absolvoval důstojnickou školu a 2. března 1915 odešel na ruskou frontu. 22. dubna téhož roku přeběhl do ruského zajetí. Z důvodu komplikací při vstupu do čs. legií vstoupil do srbské armády. Od 15. května do 1. srpna 1915 absolvoval důstojnickou školu a odešel s 2. srbským pěším plukem na frontu. 20. října 1916 byl těžce raněn. Po vyléčení začátkem roku 1917 nastoupil jako velitel náhradního praporu dobrovolníků. Na jaře roku 1918 byl převelen do Murmanska jako zpravodajský důstojník u hlavního štábu spojeneckých sil. Od 3. února do 15. listopadu 1919 bojoval na rumunské frontě jako velitel roty a zpravodajský důstojník. Své působení v 1. sv. válce ukončil v hodnosti nadporučíka.

## První republika
Po návratu do Československa byl 1. ledna 1920 zařazen jako zpravodajský důstojník u 8. divize v Opavě. 1. května 1920 byl povýšen na kapitána. Od 2. prosince 1920, kdy byl převelen do Levic do 14. dubna 1931 působil ve velitelských funkcích v Bratislavě, Šahách a Praze. V tomto období vystudoval Svobodnou školu politických nauk a absolvoval řadu kurzů, včetně zpravodajského a kriminalistického při Univerzitě Karlově. 15. dubna 1931, již v hodnosti majora nastoupil do funkce spojovacího důstojníka u 2. oddělení štábu ZVV Praha, kde působil do roku 1936. Po tříměsíčním působení u velitelství I. sboru v Praze přešel od 31. prosince 1936 k hlavnímu štábu jako spojovací důstojník. Poté do konce ledna 1939 působil jako spojovací důstojník 2. oddělení u Ředitelství opevňovacích prací. V hodnosti podplukovníka nastoupil 31. ledna 1939 přímo k 2. oddělení Hlavního štábu, kde působil až do okupace.

## Po okupaci
Po obsazení Čech a Moravy nacistickým Německem byl přidělen do Úřadu předsednictva vlády. Zároveň se zapojil do odboje v Ústředním vedení Obrany národa. Byl pověřen řízením obranného zpravodajství (kontrašpionáže) ON. Díky aktivizaci předválečných agentů a získávání nových se mu podařilo proniknout do řad proněmecky a pronacisticky orientovaných spolků (např. Vlajka, Národní obec fašistická R. Gajdy), ze kterých se rekrutovali konfidenti a provokatéři.
Před hrozícím zatčením musel 19. prosince 1939 uprchnout do Jugoslávie.

## V exilu
V Jugoslávii začal od 1. ledna 1940 působit jako čs. vojenský přidělenec (zde získal své krycí jméno Petar Stoj, pod kterým mu jugoslávské úřady vystavily krycí doklady). V této funkci se podílel na špionáži proti Německu, na pomoci československým občanům odcházejícím do zahraničí a materiální pomoci odboji v Protektorátu. Úzce přitom spolupracoval s bývalým vyslancem Jaroslavem Lípou a předsedou Československého svazu v Jugoslávii profesorem Františkem Smetánkou. Z titulu své funkce navázal v Istanbulu spolupráci se sovětskou zpravodajskou službou a spoluorganizoval na Balkáně vytváření zpravodajských sítí. Po přepadení Jugoslávie Německem se od dubna 1941 stal příslušníkem Československé vojenské mise v Moskvě, kde spoluorganizoval výcvik československých vojáků určených pro plnění zvláštních úkolů ve vlasti.
Od 1. ledna nastoupil do funkce vojenského atašé v Íránu. V této funkci působil do začátku roku 1942. 11. února byl jmenován velitelem československé vojenské mise u štábu jugoslávských partyzánů maršála Tita. V této funkci působil do 10. října 1945.

## Po válce
Po návratu do Československa byl, již v hodnosti plukovníka od 20. listopadu 1945 ustanoven přednostou V. odboru MNO. Tuto funkci vykonával do července 1946 a od 1. srpna 1946 byl přidělen k I. odboru MNO a to až do 31. října 1946. V době od 1. listopadu 1946 do 30. listopadu 1947 působil jako zástupce velitele 12. divize v Litoměřicích. Od 1. prosince 1947 do 30. září 1948 působil jako zatímní předseda II. senátu Odvolacího kárného výboru.
Od 1. října 1948 byl odeslán na zvláštní dovolenou a od 1. ledna 1949 přeložen do výslužby. V 50. letech byl nezákonně odsouzen a vězněn. Zároveň byl
degradován na vojína. Částečně rehabilitován byl v roce 1956, a potom i v roce 1968[zdroj?]. Plně rehabilitován byl a hodnost plukovníka mu byla posmrtně vrácena až po listopadu 1989. Pohřben je v Mladé Boleslavi.

## Vyznamenání
- Československý válečný kříž 1914–1918
- Československá revoluční medaile
- Československá medaile Vítězství
- Československý válečný kříž 1939 (2x)
- Československá medaile Za chrabrost před nepřítelem
- Československá medaile za zásluhy I. stupně
- Pamětní medaile československé armády v zahraničí se štítkem Střední východ
- Pamětní medaile československé armády v zahraničí se štítkem SSSR
- Řád Slovenského národního povstání I. třídy
- Zlatna medalja za chrabrost - Miloš Obilič
- Srebrna medalja za chrabrost - Miloš Obilič
- Spomenica za rat oslobodjenja 1914 - 1918
- Orden Beli orao V. reda
- Orden Partizanske zvezde
- Orděn svjatogo Stanislava III. stěpeni
- Vojennyj orděn svjatogo Georgija IV. stěpeni
- Crusea Commemorativa a razborului 1916 - 1918
- Hvězda 1939–1945
- Africká hvězda
- Italská hvězda
- Defence Medal
- Homayom - Commandeur (íránský řád)
- Řád Milana Rastislava Štefánika III. třídy (in memoriam)